# Josef Gruber (Politiker, 1867)

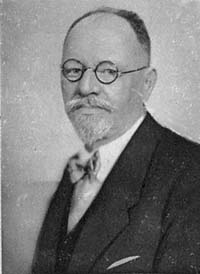
Josef Gruber

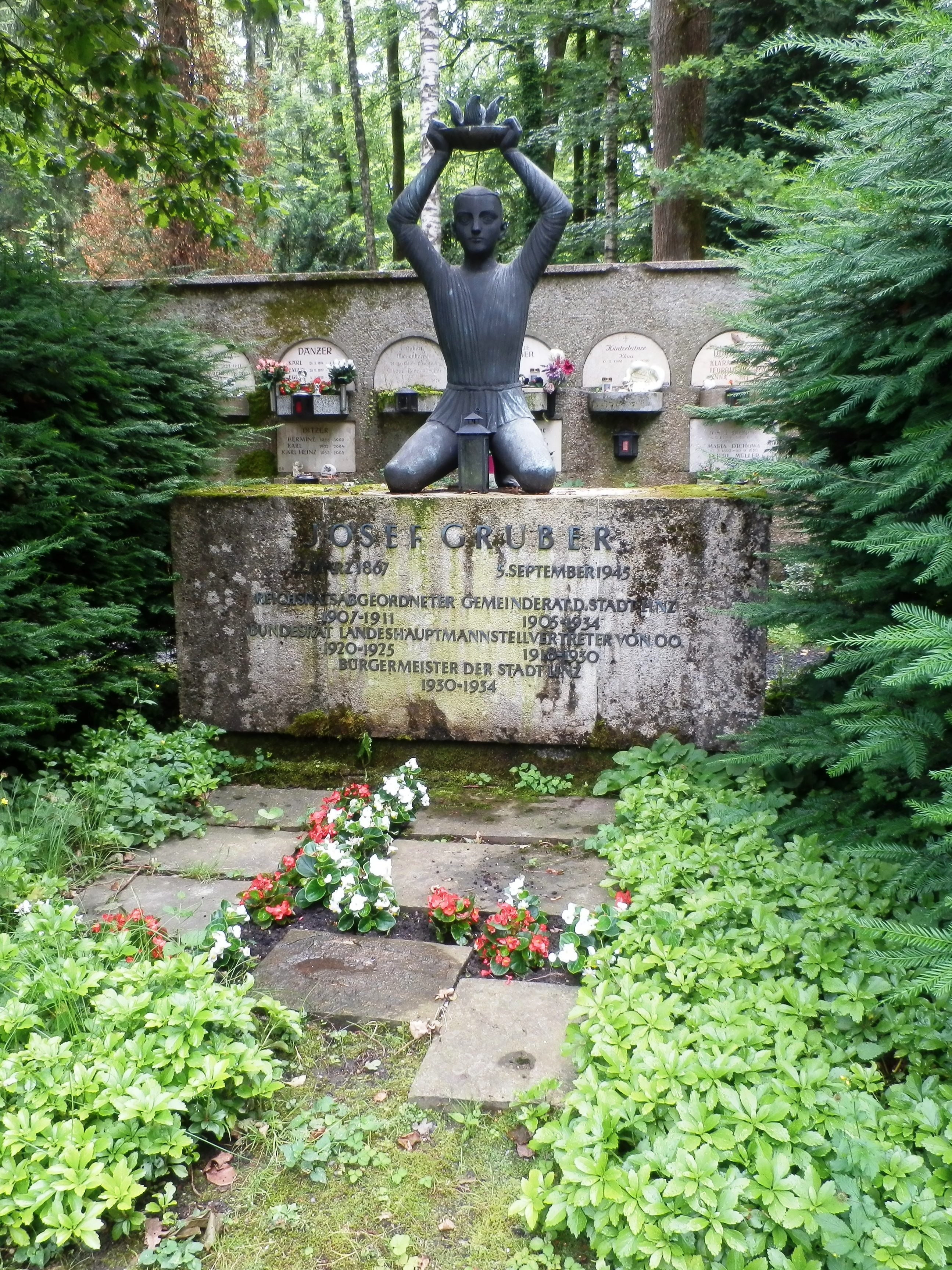
Urnenhain Urfahr, Grabstätte von Bürgermeister Josef Gruber

Josef Gruber (* 12. März 1867 in Lambach; † 5. September 1945 in Linz) war ein sozialdemokratischer Politiker und Bürgermeister von Linz von 1930 bis 1934.

## Leben
Josef Gruber wurde als Sohn eines Gastwirts in Lambach in der Nähe von Wels geboren. Er wuchs in ärmlichen Verhältnissen auf. 1886 legte er die Matura an der Lehrerbildungsanstalt ab. Er arbeitete als Lehrer nahe Bad Goisern und in Altmünster, später dann an Bürgerschulen (Vorgänger der jetzigen Hauptschulen) in Linz. An der Knabenbürgerschule in der Figulystraße wurde er 1926 Direktor; 1933 ging Josef Gruber in Pension.
Von 1907 bis 1911 war er Mitglied des Abgeordnetenhauses des Reichsrates, von 1918 bis 1920 Abgeordneter des Nationalrats sowie von 1920 bis 1925 des Bundesrates. Als Landeshauptmann-Stellvertreter hatte er von 1919 bis 1930 das Ernährungsressort über.
Gemeinsam mit Josef Dametz war Gruber einer der neun ersten sozialdemokratischen Gemeinderäte von Linz im Jahre 1905, was er bis 1934 blieb. Vom 28. Mai 1930 bis 12. Februar 1934 war Gruber Linzer Bürgermeister.
Viele zukunftsweisenden Projekte in Linz, die erst nach seiner Amtszeit verwirklicht wurden, gingen auf Gruber zurück. Dazu zählten etwa der Bau des Hauptbahnhofs, die Errichtung der Linzer Tabakfabrik und des Linzer Hafens.
Gruber war der letzte demokratisch gewählte Bürgermeister von Linz vor der Machtübernahme der Austrofaschisten.
Er starb am 5. September 1945 in Linz, sein Grab befindet sich im Urnenhain Urfahr. Die Linzer Gruberstraße, die von der Unteren Donaulände zur Krankenhausstraße führt, wurde in seinem Todesjahr nach ihm benannt.